# Dicaeum trigonostigma
Il beccafiori ventrearancio (Dicaeum trigonostigma (Scopoli, 1786)) è un uccello passeriforme della famiglia Dicaeidae.

## Distribuzione e habitat
Questa specie è diffusa nell'Asia tropicale, dal Bangladesh alle Filippine.

## Tassonomia
Sono note le seguenti sottospecie:
- Dicaeum trigonostigma trigonostigma - sottospecie nominale
- Dicaeum trigonostigma antioproctum Oberholser, 1912
- Dicaeum trigonostigma assimile Bourns & Worcester, 1894
- Dicaeum trigonostigma besti Steere, 1890
- Dicaeum trigonostigma cinereigulare Tweeddale, 1878
- Dicaeum trigonostigma cnecolaemum Parkes, 1989
- Dicaeum trigonostigma dayakanum Chasen & Kloss, 1929
- Dicaeum trigonostigma dorsale Sharpe, 1876
- Dicaeum trigonostigma flaviclunis Hartert, EJO, 1918
- Dicaeum trigonostigma intermedium Bourns & Worcester, 1894
- Dicaeum trigonostigma isidroi Rand & Rabor, 1969
- Dicaeum trigonostigma megastoma Hartert, EJO, 1918
- Dicaeum trigonostigma pallidius Bourns & Worcester, 1894
- Dicaeum trigonostigma rubropygium Baker, ECS, 1921
- Dicaeum trigonostigma sibutuense Sharpe, 1893
- Dicaeum trigonostigma sibuyanicum Bourns & Worcester, 1894
- Dicaeum trigonostigma xanthopygium Tweeddale, 1877